# Cedric Henderson (baloncestista de 1965)
Cedric Henderson (Marietta, Georgia, 3 de octubre de 1965-1 de abril de 2023) fue un jugador de baloncesto estadounidense que jugó una temporada en la NBA, además de hacerlo en la USBL, la CBA, la liga francesa y la liga italiana. Con 2,03 metros de altura, jugaba en la posición de ala-pívot.

## Trayectoria deportiva

### Universidad
Jugó durante una única temporadas con los Bulldogs de la Universidad de Georgia, en las que promedió 15,5 puntos y 7,1 rebotes por partido. Pero antes de finalizar su primera temporada se descubrió un escándalo de irregularidades en el reclutamiento de jugadores que le involucraba a él y a la universidad, viéndose apartado del equipo.

### Profesional
Tras ser apartado por la NCAA, se marchó a jugar al Simac Milano de la liga italiana, donde promedió 15,5 puntos y 10,1 rebotes por partido, siendo uno de los artífices en la consecución del campeonato, derrotando en la final al Mobilgirgi Caserta.
Al año siguiente fue elegido en la trigésimo segunda posición del Draft de la NBA de 1986 por Atlanta Hawks, pero solo jugó 6 partidos en los que anotó 5 puntos antes de ser despedido. Dos semanas después fue contratado por Milwaukee Bucks por dos temporadas, pero apenas jugó dos partidos, en los que promedió 3,0 puntos y 2,5 rebotes, terminando la temporada en los Albany Patroons de la CBA.
En 1987 se marchó a jugar al Olympique d'Antibes francés, regresando a su país al año siguiente para jugar con los Jacksonville Hooters de la USBL, siendo incluido en el segundo mejor quinteto del campeonato. Regresó a la liga francesa para jugar tres temporadas en el Chorale Roanne Basket, para terminar su carrera en los Quad City Thunder.

## Estadísticas de su carrera en la NBA

### Temporada regular
| Temporada | Edad | Equipo          | Liga | P | TIT | MIN | TC  | TCA | %TC  | 3P  | 3PA | %3P | TL  | TLA | %TL   | R.OF. | R.DEF. | REB | ASIS | ROB | TAP | PER | FP  | PTS |
| 1986-87   | 21   | TOTAL           | NBA  | 8 | 0   | 2.0 | 0.5 | 1.0 | .500 | 0.0 | 0.0 |     | 0.4 | 0.4 | 1.000 | 0.4   | 0.6    | 1.0 | 0.0  | 0.0 | 0.0 | 0.5 | 0.3 | 1.4 |
| 1986-87   | 21   | Atlanta Hawks   | NBA  | 6 | 0   | 1.7 | 0.3 | 0.8 | .400 | 0.0 | 0.0 |     | 0.2 | 0.2 | 1.000 | 0.3   | 0.2    | 0.5 | 0.0  | 0.0 | 0.0 | 0.2 | 0.2 | 0.8 |
| 1986-87   | 21   | Milwaukee Bucks | NBA  | 2 | 0   | 3.0 | 1.0 | 1.5 | .667 | 0.0 | 0.0 |     | 1.0 | 1.0 | 1.000 | 0.5   | 2.0    | 2.5 | 0.0  | 0.0 | 0.0 | 1.5 | 0.5 | 3.0 |
| Total     |      |                 | NBA  | 8 | 0   | 2.0 | 0.5 | 1.0 | .500 | 0.0 | 0.0 |     | 0.4 | 0.4 | 1.000 | 0.4   | 0.6    | 1.0 | 0.0  | 0.0 | 0.0 | 0.5 | 0.3 | 1.4 |